# Dendrobium candoonense
Dendrobium candoonense är en orkidéart som beskrevs av Oakes Ames. Dendrobium candoonense ingår i släktet Dendrobium, och familjen orkidéer. Inga underarter finns listade i Catalogue of Life.